# Paul Schupp

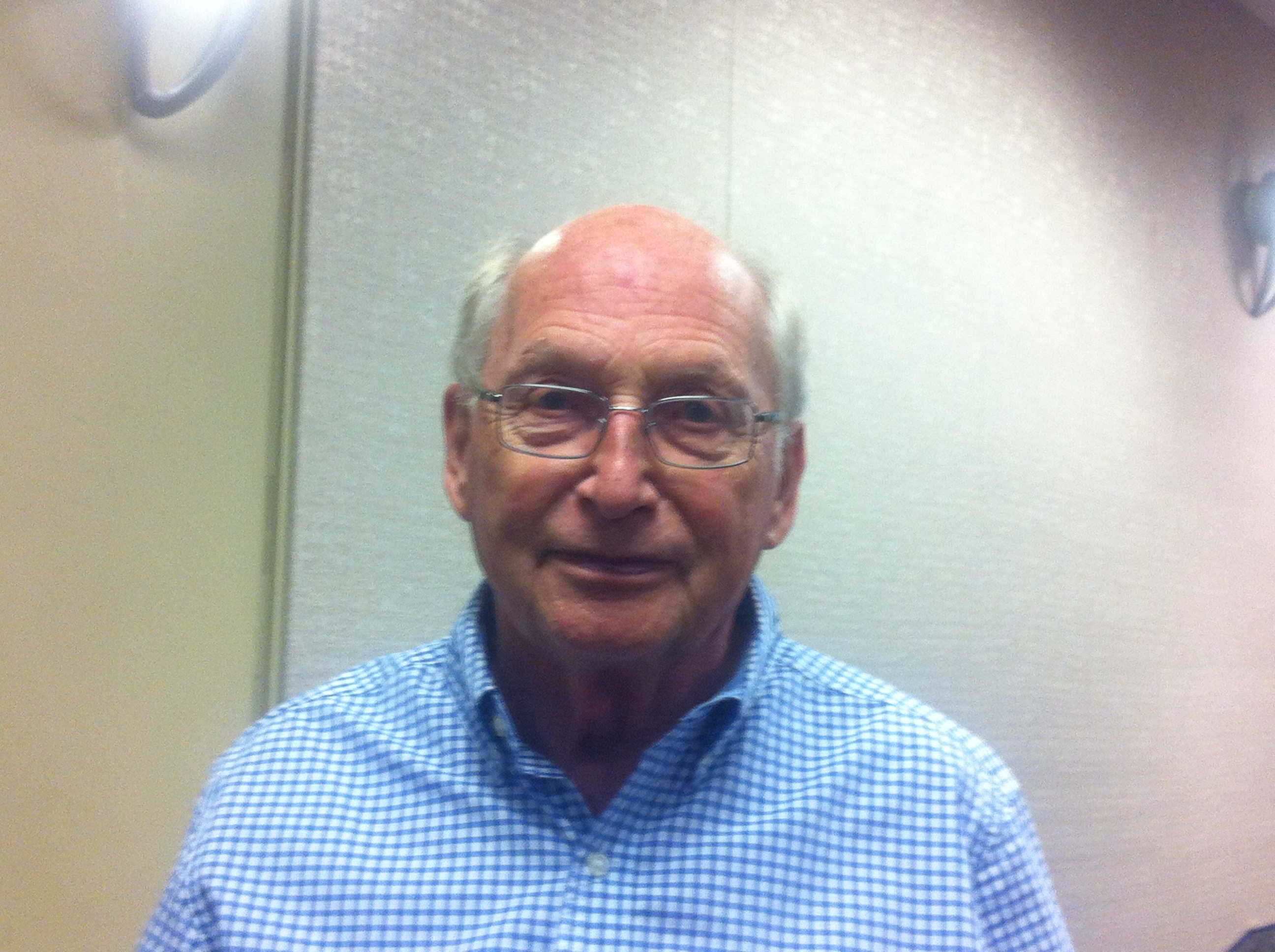
Paul Schupp (2017)

Paul Eugene Schupp (* 12. März 1937 in Cleveland, Ohio; † 24. Januar 2022 in London) war ein US-amerikanischer Mathematiker und Informatiker.

## Leben
Paul Schupp studierte an der Case Western Reserve University mit dem Bachelor-Abschluss 1959 sowie an der University of Michigan in Ann Arbor mit dem Master-Abschluss 1961 und der Promotion 1966 bei Roger Lyndon (Dissertation On Dehn’s Algorithm and the Conjugacy Problem). Danach war er 1966/67 Assistant Professor an der University of Wisconsin in Madison sowie ab 1967 Assistant Professor, ab 1971 Associate Professor und ab 1975 Professor an der University of Illinois at Urbana-Champaign.
Schupp war Gastwissenschaftler am Courant-Institut (1969/70), an der Universität London, der Universität Singapur, bei der Akademie der Wissenschaften der UdSSR (1982), an der Universität Paris VII (von 1984 bis 1992 in der Fakultät für Informatik), an der Universität Bordeaux und der Universität Marne-la-Vallée.
Er befasste sich mit der Theorie unendlicher Gruppen, kombinatorischer Gruppentheorie (heute als geometrische Gruppentheorie bezeichnet), Automatentheorie und Entscheidungsproblemen in algebraischen Systemen. Insbesondere befasste er sich mit dem Zusammenhang von Gruppentheorie und Berechenbarkeitsproblemen. Mit Lyndon schrieb er ein Standardwerk über kombinatorische Gruppentheorie, in der sie auch die Standard-Darstellung der Small cancellation theory gaben.
Mit David Muller bewies er 1983, dass für eine endlich erzeugte Gruppe {\displaystyle G} das Wortproblem genau dann dem einer kontextfreien Sprache entspricht, falls {\displaystyle G} virtuell frei ist, das heißt, es gibt eine Untergruppe {\displaystyle H} von endlichem Index in {\displaystyle G}, die isomorph zu einer freien Gruppe ist (Satz von Muller-Schupp).
1977 war er Guggenheim Fellow. 2012 wurde er Fellow der American Mathematical Society.

## Schriften
- mit Roger Lyndon: Combinatorial Group Theory, Springer 1977, Reprint in der Reihe Classics in Mathematics 2001, ISBN 978-3-642-61896-3
- mit David E.Muller : Groups, the theory of ends, and context-free languages. Journal of Computer and System Sciences, Band 26, 1983, S. 295–310
- mit K. I. Appel: Artin groups and infinite Coxeter groups, Inventiones Mathematicae, Band 72, 1983, S. 201–220
- A survey of small cancellation theory, in: W. W. Boone, F. B. Cannonito, R. Lyndon (Hrsg.): Word Problems: Decision Problem in Group Theory, North-Holland, 1973, S. 569–589